# Куренко Марія Михайлівна
Куренко Марія Михайлівна (Maria Kurenko, також Куренкова, Куренко-Гонцова; 2 (14) січня 1890, Томськ — 2 (17) травня 1980, Нью-Йорк) — російсько-американська оперна і камерна співачка (лірико-колоратурне сопрано).
Походила з купецької сім'ї. Після закінчення юридичного факультету Московського університету вступила до Московської консерваторії (клас сольного співу Умберто Мазетті), яку закінчила в 1913 році зі срібною медаллю. Дебют співачки відбувся на сцені Харківської опери в партії Антоніди («Іван Сусанін» М. І. Глінки). У передреволюційні роки — солістка Київської опери, в 1918—1922 рр. солістка Большого театру, потім в сезоні 1922—1923 рр. знову в Київській опері. Потім в еміграції.
У 1924—1926 рр. виступала в Ризькій опері. Потім жила переважно в США, співала в оперних театрах Чикаго, Лос-Анджелеса, Нью-Йорка, концертувала як камерна співачка, в тому числі в Європі: в Гельсінкі (1924, акомпанував Лео Фунтек), Парижі (1926), Празі (1932) та ін.
Основні партії — Розіна («Севільський цирульник» Дж. Россіні); Марфа («Царева наречена»), Снігуронька («Снігуронька») і Волхова («Садко») — Римського-Корсакова; Маргарита («Фауст» Ш. Гуно); Джильда («Ріголетто») і Віолетта («Травіата») — Джузеппе Верді; Філіна («Міньйон» Амбруаза Тома); Мікаела («Кармен» Жоржа Бізе); Лакме («Лакме» Лео Деліба). У концертах виконувала романси, в тому числі П. І. Чайковського і Ф. Шопена. Серед партнерів можна назвати П. І. Словцова та інших співаків. Записувалася на грамплатівки аж до 1955 року.